# Jasenova (Teslić)
Jasenova (szerbül: Јасенова), település Bosznia-Hercegovinában, a Szerb Köztársaságban, Teslić községben.

## Fekvése
A település Bosznia-Hercegovina középső részének északi szélén, Dobojtól légvonalban 30, közúton 33 km-re délnyugatra, községközpontjától légvonalban 7, közúton 9 km-re délnyugatra, a Borja-hegység északi lejtőin, a Jasenovka-patak völgyében, 300-630 méteres magasságban található. 

## Népessége
| Nemzetiségi csoport | Népesség 1991 | Népesség 2013 |
| ------------------- | ------------- | ------------- |
| Szerb               | 517           | 218           |
| Bosnyák             | 121           | 0             |
| Horvát              | 5             | 1             |
| Jugoszláv           | 7             | 0             |
| Egyéb               | 12            | 1             |
| Összesen            | 662           | 220           |

## Története
A többségben szerb lakosságú település 1878-ig tartozott az Oszmán Birodalomhoz, ekkor a berlini kongresszus határozata alapján az Osztrák-Magyar Monarchia része lett. A monarchia szétesésével 1918-ban előbb a Szerb-Horvát-Szlovén Királyság, majd 1929-től a Jugoszláv Királyság része lett. Az 1929-es törvény értelmében, amikor Bosznia-Hercegovinát négy banovinára, Drinskára, Vrbaskára, Zetskára és Primorskára osztották, a település a Vrbaska banovina része lett, amelynek székhelye Banja Luka volt. 
Jugoszlávia megszállása után a Független Horvát Állam (NDH) része lett. 1944. szeptember 26-án a falu határában fekvő Grič-hegyen egy partizán egység megölt hét ártatlan civil helyi lakost. A hajnali órákban a partizánhadsereg tizenkilencedik közép-boszniai dandárjának egy kisebb egysége, amely főként a falu muszlim milíciájának tagjaiból állt, „különleges” feladatot kapott. Megtalálni és felszámolni a környéken állomásozó csetnik egységet. Bár csetnikek nem voltak a faluban, de még a falu közelében sem, már a faluba belépve megöltek egy civilt, majd a menekülő jasenovai civilek nagyobb csoportjához érve a hét kiválasztottat megkötözték, felvitték a „Grič”- hegyre, és géppuskalövésekkel lemészárolták őket. Mivel a családok nem tudták őket külön eltemetni, közös sírba temették őket, ahol ma is nyugszanak. A helyszínen az emlékmű állítására csak 2013-ban került sor, azóta minden évben az évfordulót megelőző vasárnapon megemlékezést tartanak itt.
A második világháború után 1992-ig a település a szocialista Jugoszlávia keretében a Bosznia-Hercegovinai Népköztársaság része volt. A daytoni egyezmény aláírása után a település Teslić község részeként a Szerb Köztársaság területéhez került.

## Nevezetességei
A második világháború idején lemészárolt helyi civilek emlékműve a Grič-hegyen.